# Kahle Born
Koordinaten: 50° 4′ 31,5″ N, 8° 2′ 59,5″ O
Der Kahle Born ist eine natürliche Quelle zu Tage tretenden Grundwassers oberhalb von Kiedrich im Rheingau-Taunus-Kreis in Hessen. Er liegt auf etwa 460 m ü. NHN im Hohen Taunus und hat wegen der Wasserqualität regionale Bekanntheit erlangt.

## Geographische Lage
Der Kahle Born liegt im Naturpark Rhein-Taunus zwischen dem etwa 900 Meter entfernten Hausen vor der Höhe und der etwa 4500 Meter entfernten Ortsmitte von Kiedrich. Er ist über einen 200 Meter langen Weg von dem an der Landesstraße 3035 gelegenen Waldparkplatz Butterhütte erreichbar. Der Kahle Born ist eine der Quellen des Sillgrabens, eines Quellbachs des Kiedricher Bachs, der sein Wasser nach Südsüdosten bei Eltville in den Rhein entlässt. Der Sillgraben bildet im Quellgebiet eine Einkerbung in die Südabdachung des Taunushauptkamms zwischen dem Erbacher Kopf im Westen und den Dreibornsköpfen im Osten, die beide zum Rheingaugebirge zählen. Die Umgebung des Kahle Borns ist dicht bewaldet, nur unmittelbar an der Quelle gibt es eine kleine Lichtung.

## Quellwasser
Das Quellwasser des Kahle Borns ist sehr kalt und könnte so in der Mundart ursächlich sein für die Namensgebung. Das Wasser quillt nach Art eines Laufbrunnens aus einer Röhre, eingearbeitet in eine wie eine Staumauer gebogene Bruchsteinmauer. Unter dem Fundament der Mauer führt ein anderes Rohr zutage, das ebenfalls Quellwasser spendet. Das abfließende Wasser bildet ein naturbelassenes Bachbett mit deutlichem Gefälle in Richtung Parkplatz Butterhütte.
Die Wasserqualität zeichnet sich durch eine sehr geringe Wasserhärte aus. Solch weiches Wasser bildet sich überall dort, wo das Gestein im Boden wenig Mineralien abgibt. Am Kahle Born ist hierfür der außerordentlich harte, aber zugleich auch poröse und wasserführende Taunusquarzit ursächlich. Schließlich liegt die Quelle in unmittelbarer Nähe des von Quarzitadern durchsetzten Taunushauptkamms. Obwohl das Quellwasser nicht als Trinkwasser gilt, weil die Gemeinde Kiedrich von regelmäßigen Untersuchungen Abstand nimmt, stellt der Kahle Born ein beliebtes Ausflugsziel dar für Menschen, die für die Zubereitung von Kaffee oder Tee oder zum Befüllen von Aquarien weiches Wasser bevorzugen. Die Wasserqualität kann variieren je nach Quellschüttung. Diese ist am stärksten im Frühjahr nach der Schneeschmelze und lässt besonders in trockenen Jahren bis zum Winter kontinuierlich nach. Im Extremfall ist aber immerhin noch am unteren Auslaufrohr ein Wasserzapfen möglich.